# Anderson (South Carolina)
 For alternative betydninger, se Anderson. (Se også artikler, som begynder med Anderson)
Anderson er en by i den vestlige del af delstaten South Carolina i USA. Byen har et indbyggertal på 28.106 (2020) indbyggere.
Anderson har kælenavnet "The Electric City" ("Den Elektriske By" på dansk). Den er administrativt centrum i det amerikanske county Anderson County.

## Historie
Navnet "Anderson" kommer fra Robert Anderson, en helt i den amerikanske uafhængighedskrig.

## Geografi
Anderson har et areal på 37.9 km².